# Уута
У́ута (ест. Uuta küla) — село в Естонії, у волості Нио повіту Тартумаа.

## Населення
Чисельність населення на 31 грудня 2011 року становила 71 особу.

## Географія
Село розташоване в східному передмісті Елва.
Через населений пункт проходить автошлях 22158 (Елва — Кінстлі). Від села починаються дороги 22156 (Вапрамяе — Пееду — Уута) та 22157 (Уута — Панґоді).